# Jürgen Schreiber
Pour les articles homonymes, voir Schreiber.
Jürgen Schreiber, né en 1962, est un homme d'affaires allemand. Jusqu'en 2011, il était le CEO et président de Shoppers Drug Mart Corp. depuis mars 2007, société également connue sous le nom de Pharmaprix dans la province de Québec. Jürgen Schreiber a rejoint Shoppers Drug Mart/Pharmaprix à titre de CEO en juin 2001.

## Biographie
Jürgen Schreiber est diplômé de l'université de Mannheim en Allemagne.
Avant de rejoindre à Shoppers Drug Mart, Jürgen Schreiber a fait carrière pendant cinq ans à la direction de Health and Beauty Europe à AS Watson, une filiale de Hutchison Whampoa Ltd, propriétaire du plus important réseau mondial de magasins Santé et Beauté. À ce titre, il était responsable de plus de 4000 magasins dans 23 pays. Parmi ces magasins, on compte notamment Superdrug (Royaume-Uni), ICI Paris XL (Belgique), Kruidvat (Pays-Bas et Belgique), Trekpleister (Pays-Bas), Savers (Royaume-Uni et Pays-Bas), Drogas (Lettonie et Lituanie), Rossmann (Allemagne, Pologne, République tchèque et la Hongrie) et Spektr (Russie). Avant de rejoindre AS Watson, M. Schreiber avait également à son actif une carrière de 14 ans auprès de Reckitt Benckiser, où il a progressé à travers de nombreux postes de direction au Royaume-Uni, en Allemagne, en Espagne, aux Pays-Bas, en Chine et à Singapour.
En 2007, son salaire annuel chez Shoppers Drug Mart serait de 2,7 millions de dollars canadiens.